# Duriya
Duriya är en ort i Azerbajdzjan.   Den ligger i distriktet Astara Rayonu, i den södra delen av landet, 230 km sydväst om huvudstaden Baku. Duriya ligger 571 meter över havet och antalet invånare är 697.
Terrängen runt Duriya är kuperad åt nordost, men åt sydväst är den bergig. Terrängen runt Duriya sluttar österut. Närmaste större samhälle är Kizhaba, 12,1 km öster om Duriya. 
I omgivningarna runt Duriya växer i huvudsak blandskog. Runt Duriya är det ganska tätbefolkat, med 172 invånare per kvadratkilometer.